# Риконечная мортистория
«Риконечная мортистория» (англ. Never Ricking Morty) — шестой эпизод четвёртого сезона американского мультсериала «Рик и Морти». Сценарий к эпизоду написал Джефф Лавнесс, а режиссёром выступила Эрика Хейс.
Название эпизода отсылает к повести «Бесконечная история».
Премьера эпизода состоялась 3 мая 2020 года в блоке Adult Swim на Cartoon Network. Эпизод посмотрели около 1,5 миллиона зрителей во время выхода в эфир.

## Сюжет
Рик и Морти оказываются на борту Поезда истории, буквального двигателя сюжета антологии, в котором пассажиры рассказывают друг другу истории о Рике. Убив билетного кассира, используя «взрыв целостности», чтобы найти карту поезда, и создать историю, которая проходит тест Бекдел, они достигают машинного отделения поезда. Там они противостоят Повелителю истории, который избивает и захватывает их с намерением использовать их «сюжетный потенциал», чтобы привести поезд в движение, достаточное для того, чтобы выйти за пределы пятой стены. Они переживают различные возможные варианты будущего, кульминацией которых является встреча Рика и Морти с армией Мисиксов, газорпазорпианских мужчин и роботизированных Риков под командованием президента Морти и теперь уже злого мистера Жопосранчика. Рик предотвращает битву, заставляя себя и Морти покаяться Иисусу. Спад замедляет Поезд истории до остановки, в результате чего Повелитель истории входит в возможное будущее, после чего появляется сам Иисус. Рик и Морти буквально используют deus ex machina, чтобы сбежать обратно в Поезд истории и отправить Повелителя истории в «ад каждого писателя: Библию». Однако, когда они пытаются вернуться домой, Рик обнаруживает, что панель управления поездом фальшивая, и выясняется, что Поезд истории — это модель поезда, работающая в доме Смитов. После того, как Повелитель истории объясняет природу их реальности и происхождение тетраграмматона Иисусу, он ломает игрушку. Рик отчитывает Морти, чтобы тот купил ещё один, утверждая, что «никто не делает покупки с этим вирусом».
В сцене после титров разыгрывается рекламный ролик игрушечного поезда из Цитадели Риков, который включает в себя персонажей Иисуса и Повелителя историй, а также Рика и Морти.

## Отзывы
Том Рейманн из Collider дал эпизоду 3 звезды из 5, заявив, что «Рик, как всегда, извергает забавно едкие наблюдения, а фирменная причудливость шоу способна растягивать ноги в нескольких разных направлениях благодаря бессмысленным антологиям, через которые Рику и Морти приходится продираться вброд. Однако „Риконечная мортистория“ кажется слишком мета-, чтобы оставить полностью удовлетворительное впечатление». Стив Грин из IndieWire дал эпизоду оценку A-, похвалив использование в эпизоде дополнительной дозы самосознания, чтобы бороться с будущим шоу.